# Willie Reid (północnoirlandzki piłkarz)
Willie Reid, właśc. William Walkinshaw Reid (ur. 1 listopada 1903 w Belfaście, zm. 1967) – północnoirlandzki piłkarz występujący na pozycji obrońcy.
W sezonie 1924/1925 sięgnął po mistrzostwo Irlandii Północnej z Glentoranem, a dwa lata później, w rozgrywkach 1926/1927, zdobył tytuł mistrza American Soccer League z Bethlehem Steel. W barwach Heart of Midlothian oraz Hibernian rozegrał łącznie 142 spotkania i strzelił dwa gole w Scottish Division One.
W reprezentacji Irlandii Północnej wystąpił jeden raz, 20 października 1930 w przegranym 1:5 meczu British Home Championship z Anglią.